# Hemidactylus maculatus
Espèce
Synonymes
- Hemidactylus sykesii Günther, 1864

Statut de conservation UICN

 LC  : Préoccupation mineure
Hemidactylus maculatus est une espèce de geckos de la famille des Gekkonidae.

## Répartition
Cette espèce est endémique d'Inde. Elle se rencontre au Gujarat, au Maharashtra, au Kerala et au Tamil Nadu.

## Description
Ce gecko mesure jusqu'à 230 mm.

## Taxinomie
La sous-espèce Hemidactylus maculatus hunae a été élevée au rang d'espèce.

## Publication originale
- Duméril & Bibron, 1836 : Erpetologie Générale ou Histoire Naturelle Complete des Reptiles. Librairie Encyclopédique Roret, Paris, vol. 3, p. 1-517 (texte intégral).